# فرد ك. شايفر
فرد ك. شايفر (بالألمانية: Fred K. Schaefer)‏ هو أستاذ جامعي وجغرافي ألماني وأمريكي، ولد في 7 يوليو 1904 في برلين في ألمانيا، وتوفي في 6 يونيو 1953 في آيوا سيتي في الولايات المتحدة.